# 中華圏
中華圏（ちゅうかけん）または大中華地区（だいちゅうかちく、簡体字: 大中华地区、繁体字: 大中華地區）とは、漢民族の文化的特色が支配的な地域の総称。
通常は漢民族が多数者として定住しており中国語が主要な公用語となっている中国大陸、香港、マカオ、台湾の各地区を指し、中国語圏（ちゅうごくごけん）とも呼ばれる。場合によっては華人・華僑が人口に占める割合が多い地域（シンガポールなど）や、中華圏文化が色濃い朝鮮半島を含める場合もある。

## 特徴
中華圏を特徴付ける主なものとしては、以下のものが挙げられる。
- 漢字
- 中国語
- 中華料理
- 儒教・道教
- 春節・中秋節

## 起源
元々、中国・漢民族は中原を中心として拡大・膨張しながら発展してきた歴史的経緯があり、どこまでを中国（中華）と看做すかは非常に曖昧であった。そこに厳密な国境線画定を要求する近代国家概念が西洋から持ち込まれ、さらに列強による侵略や中国共産党と中国国民党の内戦・対立の結果、複数の領域に分断されたこともあり、狭義の中国（中国大陸）と対比的に、漢民族が支配的な地域全体を包括的に指し、政治的な意味を避ける用語として定着した。

## 英語圏における呼称
英語圏で使用される Greater China（大中華）という呼称は本来、中国歴代王朝における中原を中心とした漢民族の居住地・直接支配地域である China Proper（中国本土）に対して、冊封国（朝貢国）も含めた支配地域全体を指す語として用いられた。

### 歴史

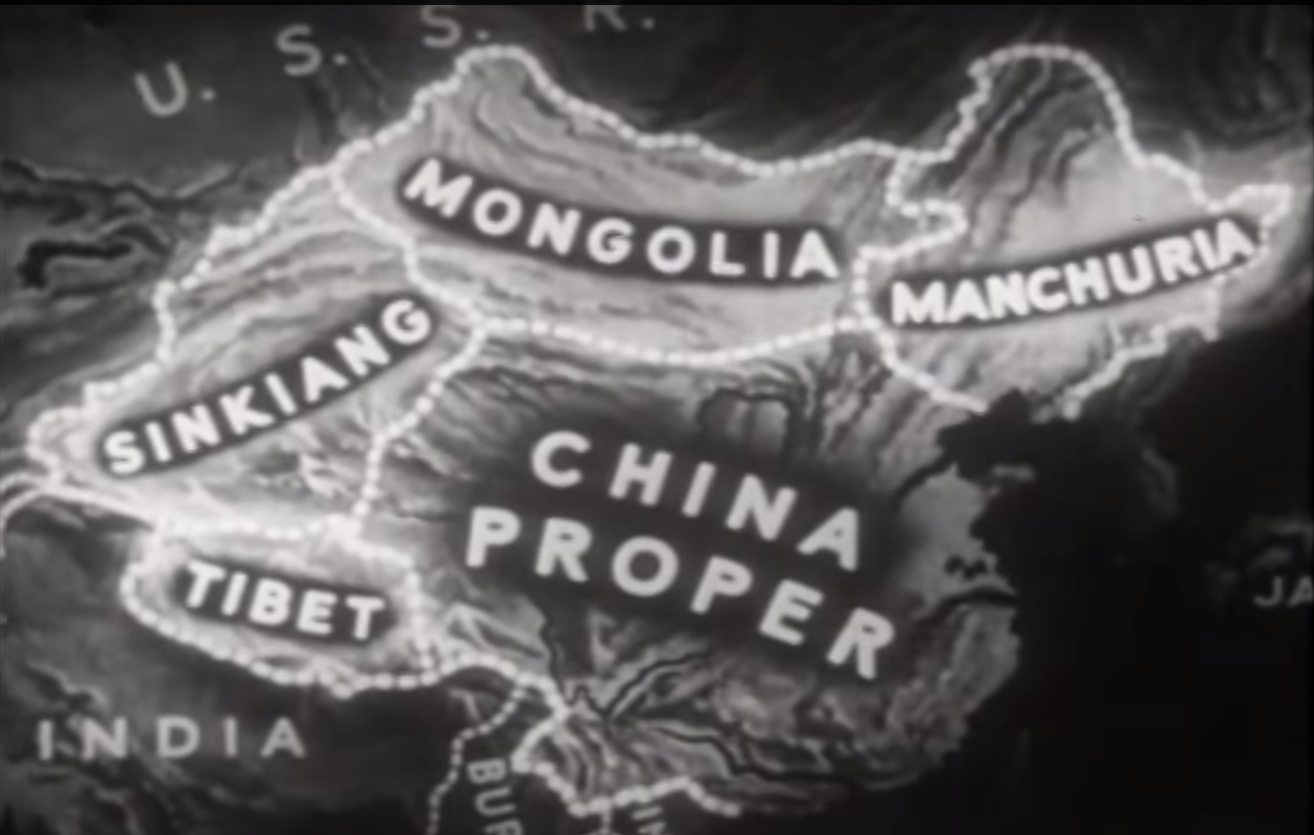
1944年のアメリカ合衆国のプロパガンダ映画、ザ・バトル・オブ・チャイナにおける「中国」の地図。満州、モンゴル（ここでは外蒙古と内蒙古、トゥヴァを含んでいる）、新疆、チベットは中国本土（China Proper）と明確に区別されている。

中華圏（Greater China）という用語は少なくとも1930年代、中国本土に対する概念として、清帝国が支配していた領域全域を指す用語としてジョージ・クレッシーにより用いられていたことが分かっている。1940年代のアメリカ合衆国政府においては、政治上の用語として、中華民国が自国領土と主張した清の支配領域、さらには中国の政治的国境の内側にあるか不明確であるが地形学的に中国と関わりのある地域を含む用語として用いられていた。中華圏という概念は1970年代後半に中国語の文献において再度使用され始めた。この「中華圏」は現在の中華人民共和国と香港（当時はイギリス領）の経済交流の活発化を示し、中華民国の台湾への経済影響進展の可能性を示すものとして1979年に台湾の雑誌「Changqiao」で初めて用いられた。英語圏における中華圏（Greater China）という用語は1980年代に再度使用され始めた。この時の「中華圏」は政治統一の可能性とともに、地域内の経済的結びつきの強さを示す意味の用語として用いられており、欧州連合（EU）や東南アジア諸国連合（ASEAN）のような実在の機関や結びつきを示す用語ではなかった。中華圏という概念は経済的に密接な関係にある複数の市場をまとめて一般化した用語であり、主権をその内に暗示する用語ではない。

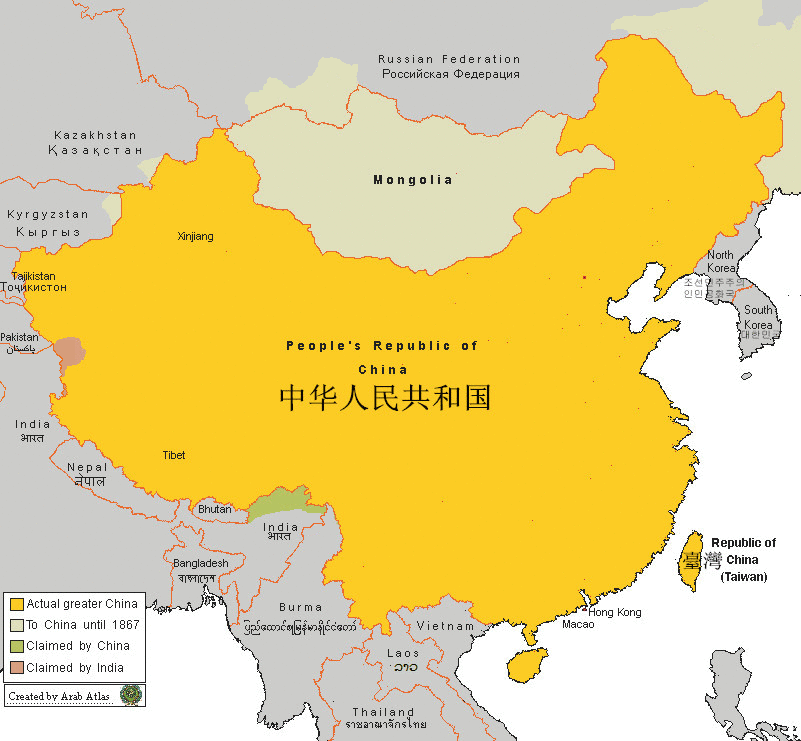
現代の中華圏の概念（黄色）

### 経済用語としての使用
経済用語としての中華圏の使用法として、中華圏を対象とした株式資本や共同基金が数多く存在する。例として、INGグループはその資産の80%を中華圏（Greater China）に投資しており、INGグループによればその定義は「中国大陸、香港、マカオ、台湾からなる地域」である。同様に、ドレイファス・グレーター・チャイナ・ファンドは「主に中国大陸、香港、台湾で取引をする」、もしくはこの地域から資産や総取引額の大部分を得ている企業に投資している。同様のことがJFグレーター・チャイナ・ファンドや2009年2月以前のHSBCグレーター・チャイナ・ファンドにも言える（2月以降はその有価証券から台湾の資産が外れ、HSBCチャイナ・リージョン・ファンドという名称に変更された）。この他にも同様の例は枚挙に暇がない。

### 政治用語としての使用
中華圏という用語は台湾の政治的地位などの繊細な問題を避けるための用語としてよく用いられる。中国再統一支持者の中には、「中華圏」という用語は、中華圏という用語の指す地域が、本来の中国の領土ではないことを暗示しているとして用語使用に反対している者もいる。多くのアジア人にとって、中華圏という用語は第二次世界大戦中に大日本帝国によって掲げられた概念、大東亜共栄圏を思い起こさせるものである。
中華圏という用語が再度使用され始めた1980年代当時、この用語は本土中国人への興味を示す者から強い反対にあった。学者による典型的な反対として次のようなものがある。
国家的見地から、私達は中華圏という概念を拒否する。法的見地から、単に同じ言語や文化を共有しているというだけで異なる国家を一括りにして取り扱うことはできない. . . 同様に、大多数の東南アジアの華僑はこの中華圏という概念を拒否するだろう。しかし、台湾はこの中華圏という概念を好んでいる。彼らは中国発展へ投資するためのビジネス用語として捉えている。西洋の学者は海をまたいだ中国の成長に関する誇張されたデータから、中国をより強大であると捉え、経済成長モデルを組み立てている。この問題は政府同士の関係のレベルで検討されるべきものである。私達は物事をビジネスの問題として捉える。華僑は愛国的であるがゆえに海を渡るのではなく、投資利益を得るために海を渡るのである。私達は中国本土の民と華僑に明確に区別をつけることが必要である。—黄昆章、汕頭大学教授